# Ultramarinkék
Az ultramarin egy természetes, mélykék színű pigment anyag, amelyet eredetileg a lazurit nevű kőzet finomszemcsés őrleményéből állították elő.

## Bemutatása
A név a latin ultramarinus szóból jön, aminek jelentése „a tengeren túl”, mert a pigmentet Európába itáliai kereskedők hozták be Afganisztánból a 14. és a 15. században.
Az ultramarinkék volt a reneszánsz festők által használt legjobb, és legdrágább kék. Gyakran Szűz Mária ruhájának az ábrázolására használták. Ezt korábban vörös színnel tették, de úgy gondolták, hogy a Megváltó édesanyját ábrázolásakor megilleti a legdrágább festék használata. Itt a szentséget és az alázatosságot szimbolizálta. 1826-ig, a szintetikus ultramarin feltalálásáig nagyon drága pigmentnek számított.

## Előállítása
A szintetikus ultramarin előállításánál használt nyersanyagok a következőek:
- fehér kaolin
- nátrium-szulfát  (Na2SO4)
- víztelen nátrium-karbonát (Na2CO3)
- porított kén
- porított faszén, vagy viszonylag hamumentes szén vagy fenyőgyanta (kolofónium) darabokban

Az előállítása tipikusan lépésekben történik:
- A folyamat első része 700–750 °C fokon, egy zárt kemencében történik. Itt a szén, kén és a szerves anyagok redukálódnak. Egy sárgás-zöld anyag jön létre, amit gyakran pigmentként használnak.
- A második lépésben 350–450 °C-on levegőt vagy kén-dioxidot használnak a köztitermékek S2 és Sn kromofor molekulákká oxidálására. Így kék (vagy lila vagy rózsaszín vagy piros) pigmentek jönnek létre.[3]
- Ezt a keveréket egy kiégető kemencében felmelegítik, néha tégla méretű mennyiségekben.
- Az eredményül kapott szilárd anyagokat megőrlik és megmossák, mert mint minden oldhatatlan pigment gyártási folyamatban, a kémiai reakciók itt is nagy mennyiségű kén-dioxidot hoznak létre. A füstgáz kéntelenítése ezért elengedhetetlen a gyártásnál, ahol a SO2 szennyeződés szabályozott.

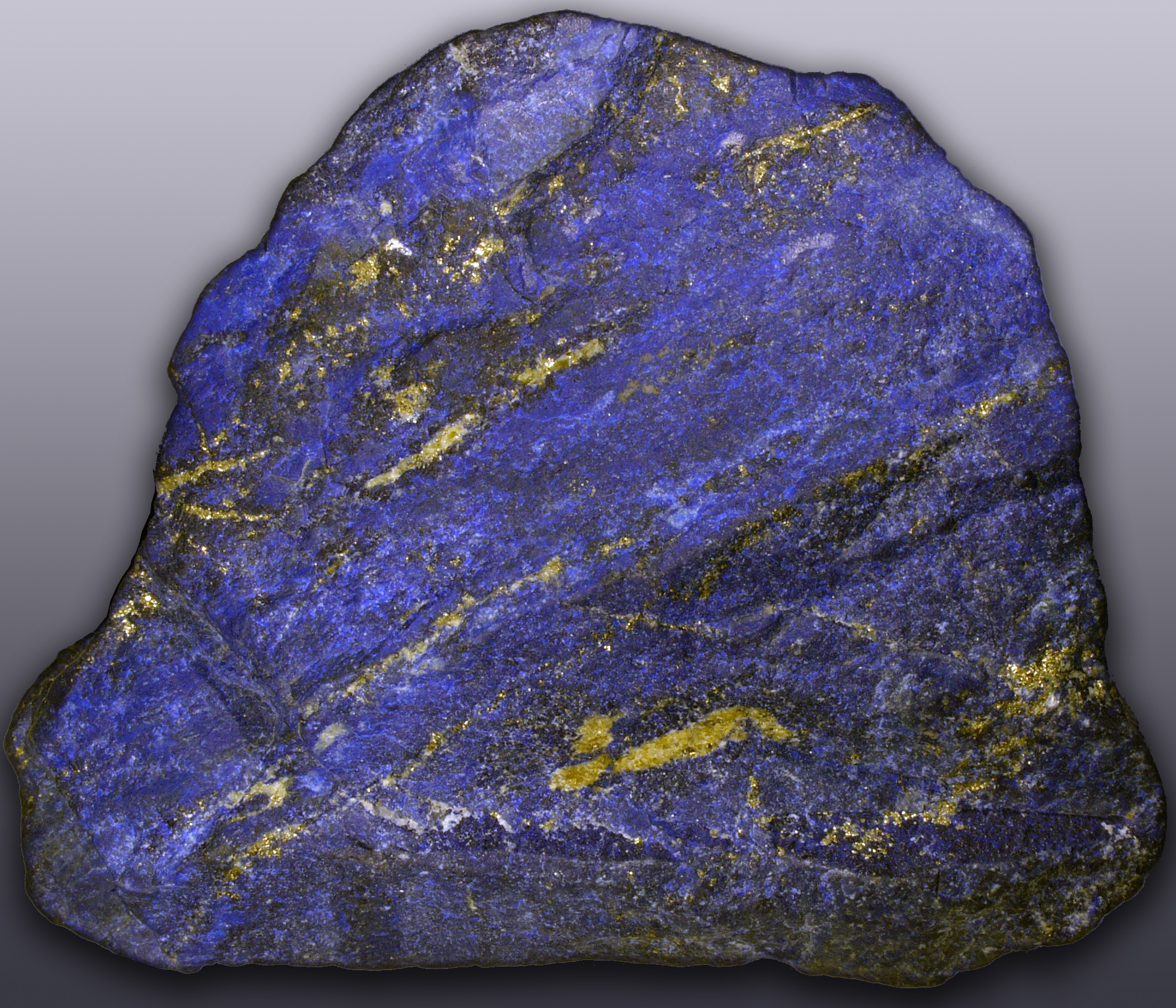
Lapis lazuli mintadarab (megmunkálatlan), Afganisztánban
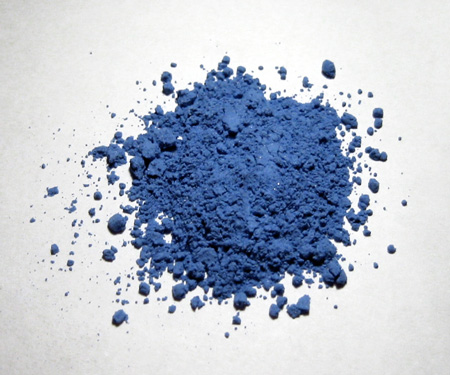
Természetes ultramarin
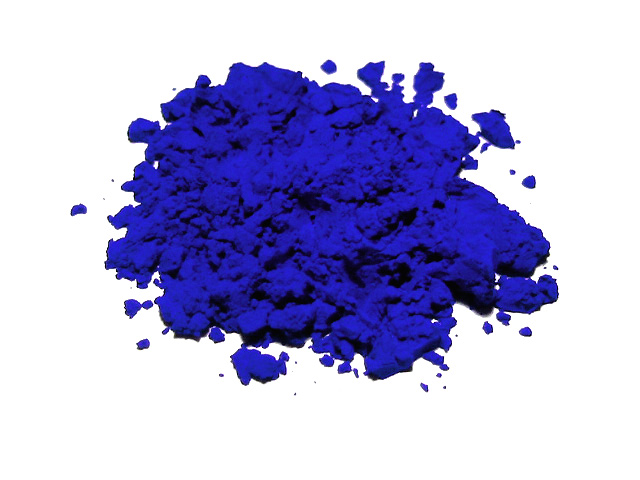
Kék szintetikus ultramarin
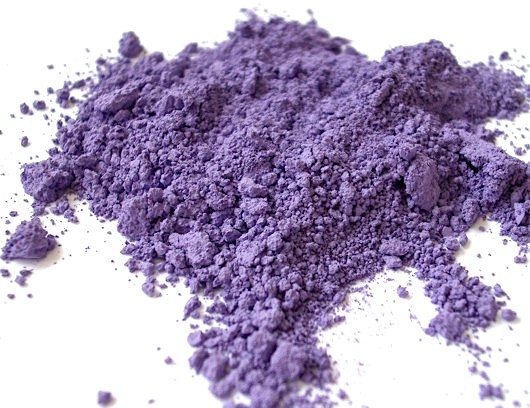
Lila szintetikus ultramarin

## Történelme
A legelső feljegyzés, amely az ultramarint színként említi (angol nyelven) 1598-ban készült.

## Fordítás
Ez a szócikk részben vagy egészben  az   Ultramarine című angol Wikipédia-szócikk fordításán alapul.  Az eredeti cikk szerkesztőit annak laptörténete sorolja fel. Ez a jelzés csupán a megfogalmazás eredetét és a szerzői jogokat jelzi, nem szolgál a cikkben szereplő információk forrásmegjelöléseként.